# Tanklöschfahrzeug

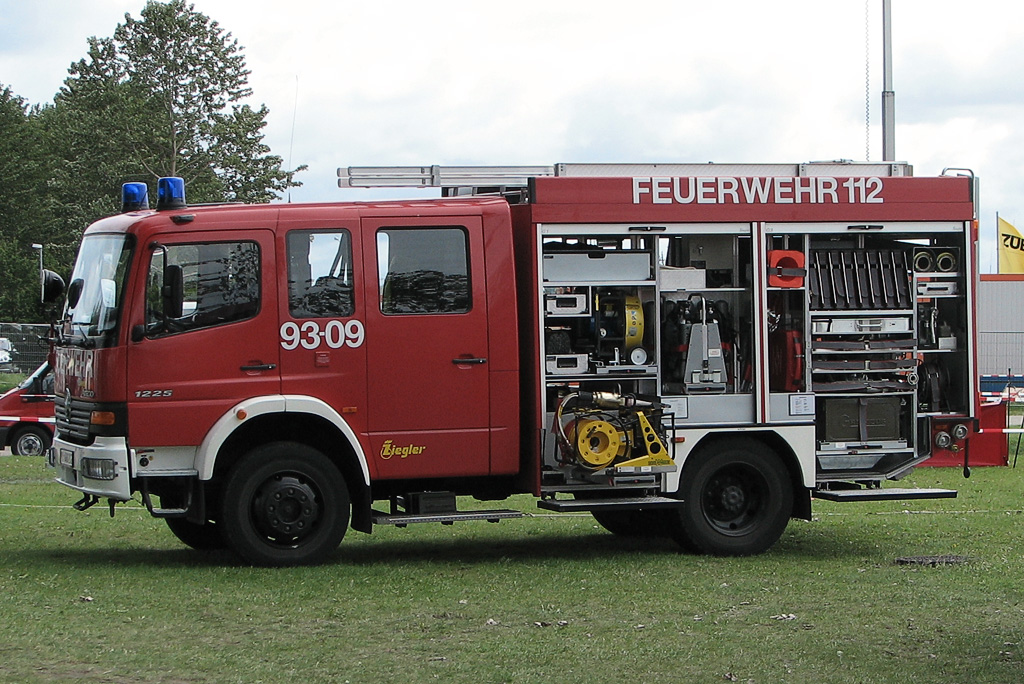
Tanklöschfahrzeug 16/25 einer deutschen Feuerwehr

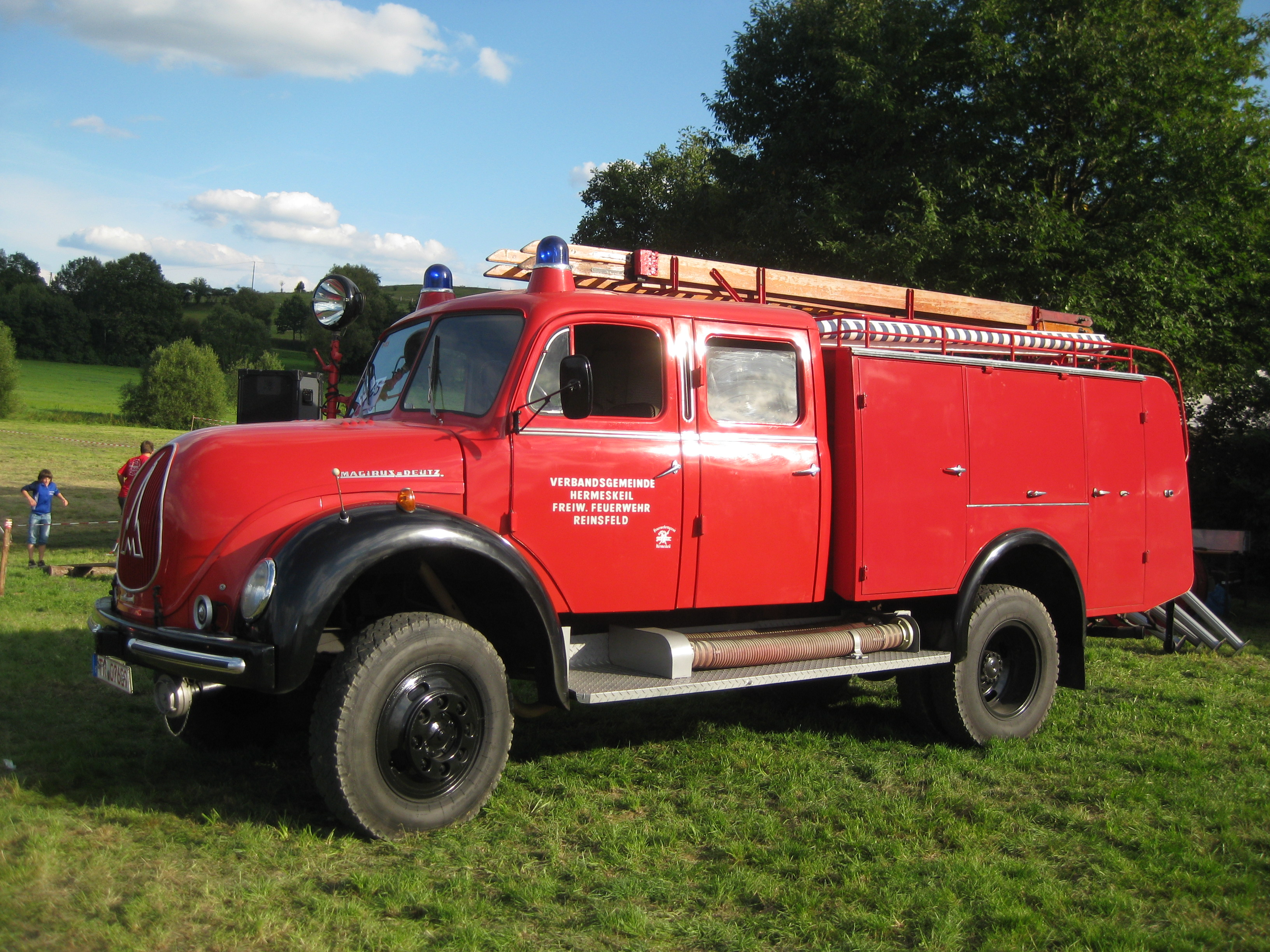
Tanklöschfahrzeug 16 aus dem Jahr 1961 im Feuerwehrmuseum Hermeskeil

Ein Tanklöschfahrzeug (kurz TLF, mit Allradantrieb vor allem in Österreich auch TLF-A) ist die Bezeichnung für einen Typ von Feuerwehrfahrzeugen. Wesentliches Merkmal dieses Fahrzeugtyps ist die Ausstattung mit einer in der Regel festeingebauten Feuerlöschpumpe sowie einem großen Löschwasserbehälter, der eine erste Brandbekämpfung über einen bestimmten Zeitraum ohne externe Löschwasserversorgung über Hydranten oder offene Löschwasserentnahmestellen erlaubt. Dementsprechend sind diese Fahrzeuge vornehmlich für die Brandbekämpfung und Menschenrettung konzipiert und ausgerüstet. Es gibt verschiedene Baugrößen dieses Fahrzeugtyps, die sich hinsichtlich ihrer Besatzung, ihrer Beladung, ihrer Tankgröße und ihrer Pumpleistung unterscheiden. Eine besondere Untergruppe der Tanklöschfahrzeuge sind die Großtanklöschfahrzeuge.

## Aufgabenbereiche
Tanklöschfahrzeuge ermöglichen mit ihrem großen Wassertank und ihrer fest eingebauten und an den Tank angeschlossenen Pumpe einen raschen ersten Löschangriff bei Brandeinsätzen, bis die Löschwasserversorgung über das öffentliche Hydrantennetz oder sonstige Löschwasserentnahmestellen sichergestellt ist. Sobald dies geschehen ist, können sie wie andere Löschfahrzeuge auch zur Förderung von Löschwasser eingesetzt werden. Sollte sich an einer Einsatzstelle keine Löschwasserentnahmestelle befinden, was etwa bei Waldbränden oder auch bei Einsätzen auf der Autobahn vorkommt, so können Tanklöschfahrzeuge im Pendelverkehr eingesetzt werden, um Löschwasser zur Einsatzstelle heranzuführen. Sie können dann das Wasser entweder über ihre eigene Beladung zur Brandbekämpfung einsetzen oder ein Löschgruppenfahrzeug mit Löschwasser versorgen. Ferner können Tanklöschfahrzeuge auch zum Transport von Trinkwasser verwendet werden. Dies macht sie insbesondere für den Katastrophenschutz interessant.
Großtanklöschfahrzeuge zeichnen sich durch einen besonders großen Löschwasservorrat aus, der oft auch durch einen größeren Vorrat an Schaummittel ergänzt wird. Diese Fahrzeuge verfügen in der Regel über einen Schaum-Wasser-Werfer auf dem Fahrzeugdach, der einen besonders massiven Löschangriff ermöglicht. Viele Großtanklöschfahrzeuge bewegen sich jedoch außerhalb der gängigen Normen, wie etwa die Flugfeldlöschfahrzeuge.
Da insbesondere bei mittelgroßen Feuerwehren Tanklöschfahrzeuge zu Verkehrsunfällen (vor allem außerorts) ausrücken, um dort den Brandschutz sicherzustellen, hat es sich mancherorts eingebürgert, Tanklöschfahrzeuge auch mit einer Zusatzbeladung für die technische Unfallhilfe auszustatten. Dies widerspricht jedoch dem Prinzip von Tanklöschfahrzeugen und hat zur Bildung neuer regionaler Fahrzeugtypen wie dem Hilfeleistungstanklöschfahrzeug geführt. Bundesweit wurde deshalb das Hilfeleistungslöschgruppenfahrzeug als neues genormtes Fahrzeug eingeführt.

## Aktuelle Tanklöschfahrzeuge in Deutschland

### Genormte Typen
Aktuell sind drei Baugrößen von Tanklöschfahrzeugen in Deutschland genormt:

#### Tanklöschfahrzeug 2000
Das Tanklöschfahrzeug 2000 (kurz: TLF 2000) ist ein genormtes Tanklöschfahrzeug und ist als Nachfolger für das seit den 1990er Jahren nicht mehr genormte Tanklöschfahrzeug 8/18 zu erachten.

Das in der DIN 14530 Löschfahrzeuge – Teil 18: Tanklöschfahrzeug TLF 2000 normierte Fahrzeug hat eine vom Fahrzeugmotor angetriebene Feuerlöschkreiselpumpe (FPN 10-1000). Dies bedeutet, dass die Pumpe einen Nennförderstrom von 1000 l/min bei einem Nennförderdruck von 10 bar hat. Außerdem hat das Fahrzeug eine Schnellangriffseinrichtung, einen Löschwasserbehälter und eine feuerwehrtechnische Beladung. Ein fest montierter Schaum-/Wasserwerfer ist ebenso wie eine Zusatzbeladung für Waldbrände optional. Bei besonders kompakter Bauweise darf der Tank auf 1800 Liter reduziert sein. Es führt nicht zwangsweise Schaummittel mit und ist aufgrund seiner Wendigkeit und angestrebten Geländefähigkeit auch besonders für Vegetations- und Flächenbrände geeignet.

#### Tanklöschfahrzeug 3000
Das Tanklöschfahrzeug 3000 (kurz: TLF 3000) ist ein genormtes Tanklöschfahrzeug und ersetzt das nicht mehr genormte Tanklöschfahrzeug 16/24-Tr.

Das in der DIN 14530 Löschfahrzeuge – Teil 22: Tanklöschfahrzeug TLF 3000 normierte Fahrzeug hat eine vom Fahrzeugmotor angetriebene Feuerlöschkreiselpumpe, eine Schnellangriffseinrichtung, einen Löschwasserbehälter und eine feuerwehrtechnische Beladung. Ein fest montierter Schaum-/Wasserwerfer ist ebenso wie eine Zusatzbeladung für Waldbrände optional. Mit einer Besatzung aus einem Trupp (0/1/2/3) ist seine vorrangige Aufgabe die Bereitstellung einer größeren Wassermenge bzw. der Transport zusätzlichen Löschwassers in wasserarmen Gebieten sowie abseits befestigter Straßen.

#### Tanklöschfahrzeug 4000
Das Tanklöschfahrzeug 4000 (kurz: TLF 4000) ist ein genormtes Tanklöschfahrzeug und ersetzt die nicht mehr genormten Tanklöschfahrzeuge TLF 20/40 und TLF 20/40-SL bzw. ist die neue Bezeichnung für diese Fahrzeuge.
Das in der DIN 14530 Löschfahrzeuge – Teil 21: Tanklöschfahrzeug TLF 4000 normierte Fahrzeug hat eine vom Fahrzeugmotor angetriebene Feuerlöschkreiselpumpe, eine Schnellangriffseinrichtung, einen Löschwasserbehälter und eine feuerwehrtechnische Beladung. Weiterhin ist das Fahrzeug mit einem Schaummittelbehälter und einem fest montierten Schaum-Wasserwerfer ausgerüstet. Mit der Besatzung aus einem Trupp (0/1/2/3) erfüllt es die Aufgaben eines TLF 3000 mit dem Zusatz der Bereitstellung einer größeren Wasser- und Schaummittelmenge sowie von Sonderlöschmitteln. Eine ausreichende Gewichtsreserve ermöglicht ferner, speziellere Sonderlöschmittelanlagen (z. B. Pulverlöschanlage, CO₂-Löschanlage) oder auch größere Schaummittel- und/oder Löschwasserbehälter mitzuführen. Mit entsprechendem Pulverbehälter wird das Fahrzeug auch PTLF bzw. genauer PTLF 4000, in Bayern bei der Digitalfunk-Funktionszuordnung auch TLF40P23, genannt. Eine Zusatzbeladung für Waldbrände ist optional.

Die Einführung des digitalen BOS-Funks zog die Umbenennung des alten Fahrzeugtyps TLF 20/40 bzw. TLF 20/40-SL nach sich, weil eine einheitliche und verbindliche Bezeichnung von Fahrzeugen der Feuerwehren, des Rettungsdienstes und des Katastrophenschutzes verlangt wird.

### Tanklöschfahrzeuge 2000 und 3000 mit Staffelkabine
Die Tanklöschfahrzeuge TLF 2000-St und TLF 2000-St sind zwar an die Normen DIN 14530-18 bzw. DIN 14530-22 angelehnt, aber selbst nicht im engeren Sinne genormt. In Bayern sind sie allerdings nach Maßgabe des Zuwendungsrechts förderfähig und näher definiert. Namensgebend ist die Staffelkabine. Nach bayerischem Zuwendungsrecht ist eine über die jeweilige DIN-Norm hinausgehende Beladung (unter anderem aus weiterer Atemschutzausrüstung, zusätzlichen Druck- und Saugschläuchen mit Zubehör bestehend) vorgesehen. Solche Fahrzeuge dürfen eine Länge von bis zu 7,5 Meter aufweisen. Die zulässige Gesamtmasse des TLF 2000-St ist auf maximal 14 Tonnen, die des TLF 3000-St auf maximal 16 Tonnen festgelegt.

Dem TLF 3000-St ähnelt der hessische Feuerwehrfahrzeugtyp Staffellöschfahrzeug 20.

### Waldbrand-Tanklöschfahrzeug
Angesichts des verstärkten Auftretens von Waldbränden im Zuge des Klimawandels (z. B. der Waldbrand bei Lübtheen 2019) und einer zunehmenden Gefahr durch diese, haben der Deutsche Feuerwehrverband und die Arbeitsgemeinschaft der Leiter der Berufsfeuerwehren im Februar 2020 ein Pflichtenheft für ein neues „Waldbrand-Tanklöschfahrzeug“ veröffentlicht. Dieses Fahrzeug unterscheidet sich sowohl technisch als auch einsatztaktisch von den derzeit genormten und verfügbaren Fahrzeugtypen. So ist eine Besatzung von vier Personen vorgesehen, für die im Fahrzeug Atemluftanschlüsse vorhanden sind. Zwingend sind außerdem eine Möglichkeit zur Netzmittelabgabe und eine Selbstschutzanlage vorgesehen. Das Konzept des Löschfahrzeuges ist angelehnt an die in Frankreich zentral beschafften Waldbrandfahrzeuge und als Spezialfahrzeug gedacht.

Unter dem Namen bestehen zurzeit verschiedene, nicht fest genormte Typen, die hinsichtlich ihrer Ausstattung meist allenfalls als TLF 2000 einzuordnen wären, häufiger aber über deutlich größere Mengen Löschwasser, eine spezielle Beladung zur Waldbrandbekämpfung und Dachluken verfügen, die eine Brandbekämpfung vom Fahrzeug aus ermöglichen. Die Bundeswehrfeuerwehr benutzt bereits teilweise solche Fahrzeuge auf den Truppenübungsplätzen, wo durch Munition Brände entstehen können. Die Länder Brandenburg und Mecklenburg-Vorpommern beschafften 2021/22 35 (Brandenburg) und 11 (M-V) dieser TLF-W BB auf der Basis eines Tatra Force 815-7 4x4.

## Historische und nicht mehr genormte Tanklöschfahrzeuge in Deutschland

### Tanklöschfahrzeuge bis zum Zweiten Weltkrieg
Erste Tanklöschfahrzeuge entstanden in den 1900er-Jahren mit der einsetzenden Motorisierung von Fahrzeugen. Vorläufer mit Pferdegespannen, Spritzenwagen und Tanks auf Anhängern mit geringen Mengen von Löschwasser sind nicht mit modernen Tanklöschfahrzeugen vergleichbar. Die internationale Geschichte zur Entwicklung von Feuerwehrausrüstung und Tanklöschfahrzeugen ist uneinheitlich. Die Materialauswahl war von den jeweiligen örtlichen Anforderungen geprägt, wie beispielhaft für die Ausrüstungsentwicklung der Feuerwehr Aachen und der Feuerwehr Köln niedergeschrieben. In Deutschland waren von der Jahrhundertwende bis in die 1920er- und 1930er-Jahre der „Reichsverein deutscher Feuerwehringenieure“ (RFD) und der Fachausschuss für Normung der Feuerwehrgeräte (FEN) beim Deutschen Institut für Normung maßgebliche Institutionen zur Vereinheitlichung der Ausrüstung von Feuerwehren. Die Hersteller waren ab dem 4. Oktober 1933 in der „Arbeitsgemeinschaft der deutschen Feuerwehrgeräteindustrie“ organisiert. Ab Januar 1934 wurde genormte Ausstattung durch das Gesetz über das Feuerlöschwesen (Preußen) vom 15. Dezember 1933 (FLG – Feuerlöschgesetz) und die Richtlinien vom Reichsluftfahrtministerium (RLM, RMfL) gefördert. Im August 1937 veröffentlichte der Verein Deutscher Ingenieure einen Beitrag zur Normung im Feuerlöschwesen. Es folgte das Reichsfeuerwehrgesetz (Gesetz über das Feuerlöschwesen vom 23. November 1938). Die Normung von Ausrüstung und Fahrzeugen wurde für die Feuerwehr in der Zeit des Nationalsozialismus über Verordnungen mit Bezeichnungen und technischen Vorgaben geregelt, die mit ähnlichen Verordnungen für militärische Gerätschaften vergleichbar sind. Dazu wurde ab Juni 1940 bis 1943 als „Anordnungen über den Bau von Feuerwehrfahrzeugen“ in 10 Heften vom Chef der Deutschen Polizei mit Blick auf die Tanklöschfahrzeuge folgendes erlassen:
- Heft 9 Tanklöschfahrzeug TLF 15/43 (gültig ab November 1943),
- Heft 10 Tanklöschfahrzeug TLF 25/43 (gültig ab Januar 1944).[16][17][18][19][20][21]

Ein großer Anteil der Tanklöschfahrzeuge wurde auf Flugplätzen eingesetzt und vor Herausgabe der Spezifikationen aus Heft 9 und Heft 10 gefertigt. 1943 kam es zu Umbenennungen früherer TS 2,5: TLF 25/36 (TS 2,5 mit den Kenn-Nummern 100 bis 190), TLF 25/38 (TS 2,5 mit den Kenn-Nummern 191 bis 347), TLF 25/40 (TS 2,5 a, Kenn-Nummern 348 bis 703). Es ergibt sich so folgender Überblick der Tanklöschfahrzeuge in Serienfertigung bis zum Jahr 1945:
| Fahrzeugart | RLM Kürzel      | Einheits- abkürzung                                    | Masse (Tonnen) | Tank (Liter) | Basisfahrzeug                                       | Anmerkung                                                                          |
| --- | --------------- | ------------------------------------------------------ | -------------- | ------------ | --------------------------------------------------- | ---------------------------------------------------------------------------------- |
| Tanklöschfahrzeug, später - Leichtes Löschgruppenfahrzeug (LLG) - Schweres Löschgruppenfahrzeug (SLG) - Großes Löschgruppenfahrzeug (GLG) | TS 0,8          |                                                        | 1,5 t          | 800 l        |                                                     |                                                                                    |
| Tanklöschfahrzeug, später - Leichtes Löschgruppenfahrzeug (LLG) - Schweres Löschgruppenfahrzeug (SLG) - Großes Löschgruppenfahrzeug (GLG) | TS 1,5          | TLF 15 - TLF 15/43                                     | 1,5 t 3,0 t    | 1.500 l      | Opel Blitz                                          | ca. 750 Stück                                                                      |
| Tanklöschfahrzeug, später - Leichtes Löschgruppenfahrzeug (LLG) - Schweres Löschgruppenfahrzeug (SLG) - Großes Löschgruppenfahrzeug (GLG) | TSH 515         |                                                        | 3,0 t          | 1.500 l      | Magirus                                             |                                                                                    |
| Tanklöschfahrzeug, später - Leichtes Löschgruppenfahrzeug (LLG) - Schweres Löschgruppenfahrzeug (SLG) - Großes Löschgruppenfahrzeug (GLG) | TS 2,5 TS 2,5 a | TLF 25 - TLF 25/36 - TLF 25/38 - TLF 25/40 - TLF 25/44 | 4,5 t          | 2.500 l      | Henschel Typ 33 Magirus Typ 33 Mercedes-Benz L 3000 | ca. 700 Stück Kfz. 343 offene/geschlossene Ausführungen mit und ohne Allradantrieb |

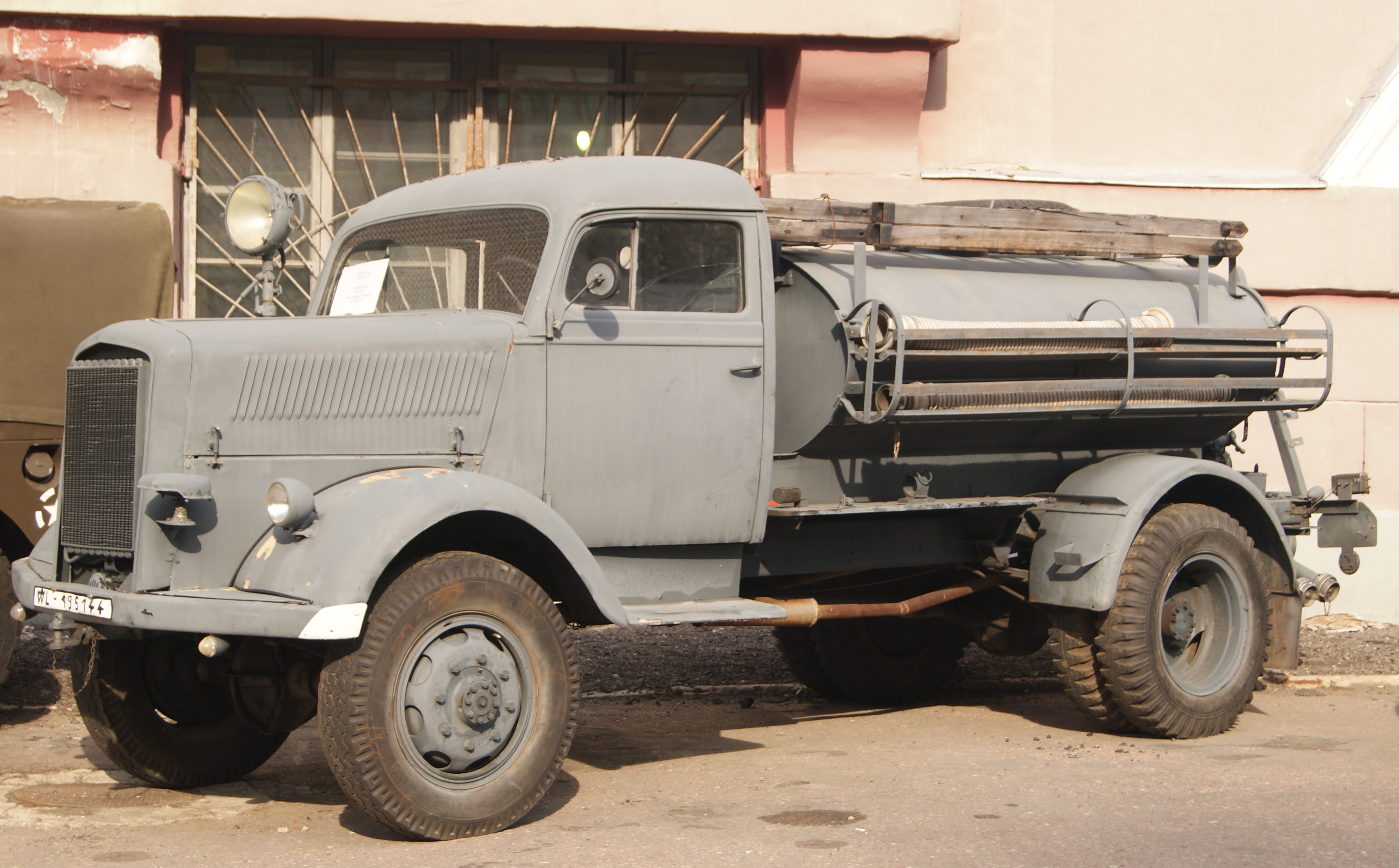
Tanklöschfahrzeug TS 1,5
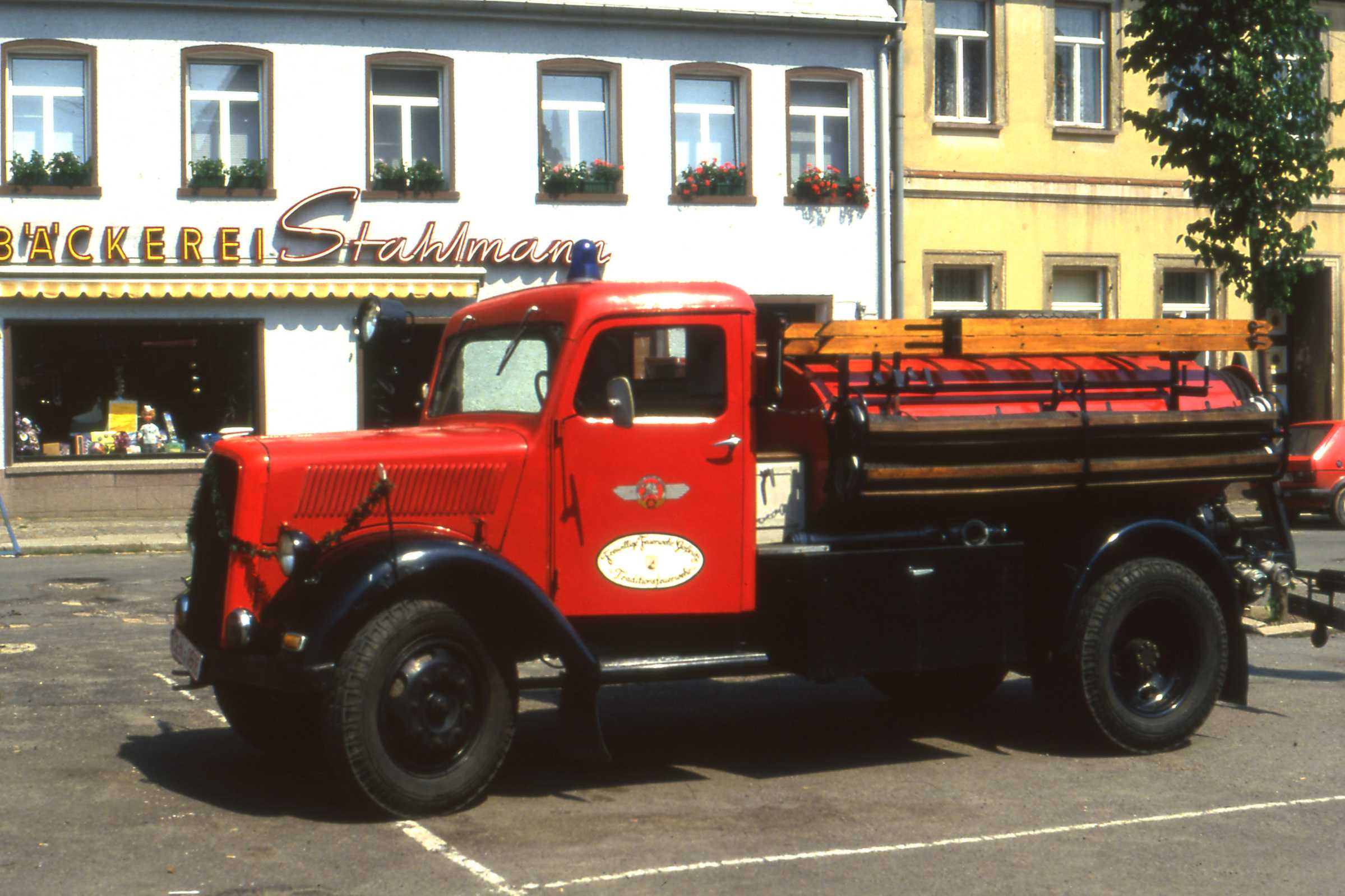
Tanklöschfahrzeug TS 1,5
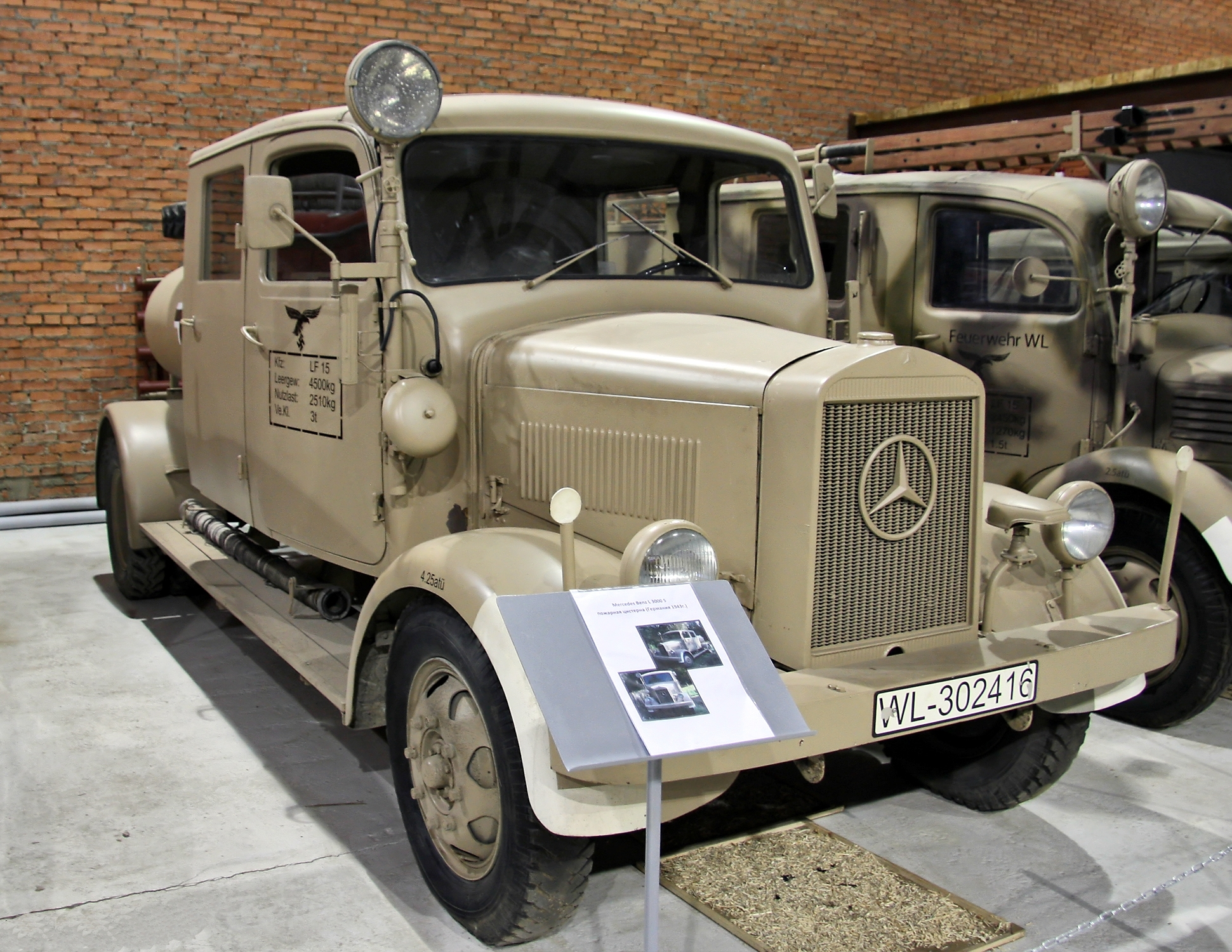
Tanklöschfahrzeug TS 2,5

### Nicht oder nicht mehr genormte Varianten der Nachkriegszeit
Neben den genormten Fahrzeugtypen sind insbesondere die Fahrzeuge nach alter, d. h. zurückgezogener, Normung sowie Sonderentwicklungen einzelner Bundesländer noch weit verbreitet. Nach dem Zweiten Weltkrieg wurde zunächst vorhandenes Gerät weiter genutzt und teils behelfsmäßig ergänzt. Ab 1949 gab es beginnend mit dem TLF 15 (H3A) neue Tanklöschfahrzeuge in der DDR. In Westdeutschland gab es ab 1955 mit der DIN 14530 die ersten neuen Regelungen. Die nachfolgenden Informationen beziehen sich, soweit nichts anderes angegeben ist, auf den letzten Stand der Normen:

#### Tanklöschfahrzeug 8/8
Das Tanklöschfahrzeug 8/8 (kurz: TLF 8/8), häufig auch Tanklöschfahrzeug 8 (Bund) (kurz: TLF 8 (Bund)) genannt, war ein früher genormtes Tanklöschfahrzeug des Zivil- bzw. Katastrophenschutzes.
Als Fahrgestell für dieses Fahrzeug diente ein 5,5 Tonnen schwerer Unimog 404 mit Allradantrieb. Aufgrund seiner spärlichen Beladung war es allein für die Bekämpfung von Bränden, vor allem in der Vegetation, sowie zur Wasserversorgung geeignet.

Zu seinen Alternativnamen kam das Fahrzeug, da es von der Bundesrepublik Deutschland für die zivile Verteidigung beschafft und dann den Ländern und somit den kommunalen Feuerwehren anvertraut wurde.

#### Tanklöschfahrzeug 8/18
Das Tanklöschfahrzeug 8/18 (kurz: TLF 8/18) war ein bis 1991 bundesweit DIN-genormtes Löschfahrzeug. Der Typ hieß zwischen 1970 und 1976 Tanklöschfahrzeug 8 (TLF 8). Mit der Umbenennung wurde unter anderem auch Straßen- anstelle des Allradantriebs zugelassen, wobei dann das mitgeführte Wasservolumen 2100 Liter betragen musste. Diese letztgenannte Regelung galt allerdings nur bis August 1987. Ähnliche Sonderregelungen gab es in Niedersachsen bereits seit 1973.
Ebenfalls im Jahr 1976 erließ das Land Niedersachsen einen Erlass zur Normung des Tanklöschfahrzeugs 8 für die Waldbrandbekämpfung (kurz: TLF 8 W). Letzteres war infolge der schweren Waldbrände 1975 entwickelt worden und [bis 2002] in der Technischen Weisung Nr. 3 des Landes Niedersachsen fixiert. Dieses verfügte über einen Allradantrieb und war speziell auf Vegetationsbrände ausgelegt. Im Dach der Fahrerkabine befand sich eine Luke, durch die auch während der Fahrt mit einer Schnellangriffseinrichtung Löscharbeiten durchgeführt werden konnten. Das TLF 8 W verfügte über drei Pressluft-Atemschutzgeräte.

Im Gegensatz zum TLF 8 W sah die Norm DIN 14530-18 für das TLF 8/18 keine Dachluke vor. Ansonsten waren beide Fahrzeugtypen nahezu identisch. So wurden beide mit einem selbstständigen Trupp besetzt und mit einer vierteiligen Steckleiter auf dem Fahrzeugdach ausgerüstet. Die feuerwehrtechnische Beladung war von relativ geringem Umfang, da die Fahrzeuge primär dem Wassertransport und der Brandbekämpfung dienten. Mit einer zulässigen Gesamtmasse von 7,5 Tonnen konnte es als einziges DIN-genormtes Tanklöschfahrzeug auch mit einem Führerschein der Klasse 3 gefahren werden; in der Allradversion durfte es aber zuletzt auch 9 Tonnen wiegen. Dieser Vorzug wurde beim Normnachfolger TLF 16/24-Tr aufgegeben. Seit 2011 ist es allerdings in leicht abgewandelter (und schwererer) Form als Tanklöschfahrzeug 2000 wieder genormt.

#### Tanklöschfahrzeug 16/24 mit Truppbesatzung
Das Tanklöschfahrzeug 16/24 mit Truppbesatzung war früher in DIN 14530 Teil 22 normiert und ersetzte den kleineren Vorgängertyp Tanklöschfahrzeug 8/18.
Wie bereits seine Bezeichnung aufzeigte, wurde das TLF 16/24-Tr von einem selbstständigen Trupp bedient; der Namenszusatz diente primär der Unterscheidung vom TLF 16/25. Seine Beladung war vor allem auf einen Einsatz in der Vegetation ausgelegt und umfasste diverse wasserführende Armaturen, eine Motorsäge und Hitzeschutzkleidung. Für Gebäudebrände wurden auch Atemschutzgeräte und eine vierteilige Steckleiter mitgeführt.
Die Norm dieses Fahrzeugs wurde im April 2011 zugunsten des TLF 3000 aufgehoben.

#### Tanklöschfahrzeug 16/25
Das Tanklöschfahrzeug 16/25 (kurz: TLF 16/25) ist ein seit 2005 nicht mehr genormtes deutsches Feuerwehrfahrzeug, welches sowohl in Westdeutschland als auch in der DDR gebaut und verwendet wurde. Es war zugleich das am weitesten verbreitete Tanklöschfahrzeug in Deutschland. Die Vorgängerbezeichnung war bis 1981 Tanklöschfahrzeug 16 (kurz: TLF 16) mit 11 Tonnen maximal zulässiger Gesamtmasse. Es wurde als einziges Tanklöschfahrzeug – gemäß Norm – von einer Staffel besetzt und konnte somit bei herkömmlichen Brandeinsätzen als Erstangriffsfahrzeug eingesetzt werden.
Da heute die meisten Löschgruppenfahrzeuge jedoch über eigene Wassertanks verfügen, ist dieses Konzept überflüssig geworden, sodass das TLF 16/25 schließlich durch das LF 20/16 (heute: LF 20) und in Hessen zusätzlich das StLF 20/25 ersetzt wurde. Das Tanklöschfahrzeug 16/25 war bei vielen Feuerwehren fester Bestandteil eines Löschzugs. Das Tanklöschfahrzeug 16/25 verfügte über einen Löschwasserbehälter mit einem Fassungsvermögen von 2500 Litern. Die Bezeichnung TLF 16/25 diente primär zur Unterscheidung vom TLF 16/24-Tr.
Seine feuerwehrtechnische Beladung zur Brandbekämpfung ähnelte stark der eines Löschgruppenfahrzeugs und umfasste auch zwei Atemschutzgeräte im Fahrzeugraum, die bereits während der Anfahrt angelegt werden konnten. Das Fahrzeug hatte eine zulässige Gesamtmasse von 12 Tonnen und konnte sowohl mit Allrad- als auch mit Straßenantrieb bezogen werden.

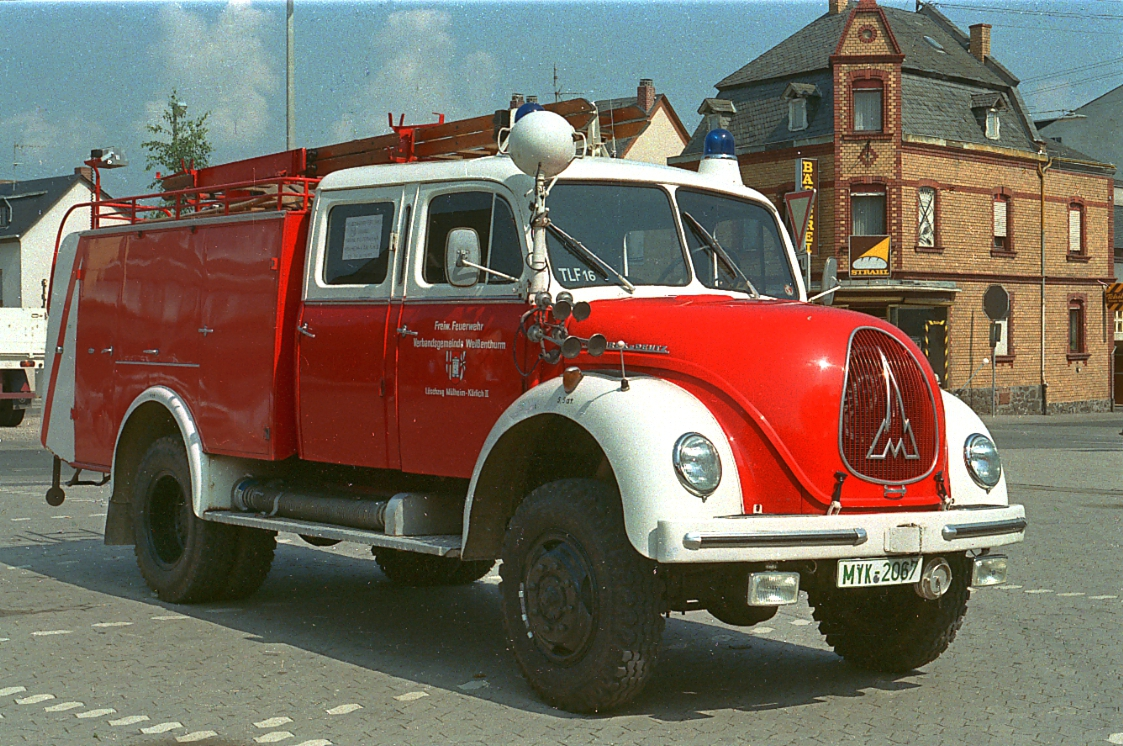
Magirus-Deutz TLF 16, Baujahr 1959

#### Tanklöschfahrzeug 16/45
Das Tanklöschfahrzeug 16/45 (kurz: TLF 16/45) war ein nicht genormtes Großtanklöschfahrzeug, welches in Brandenburg als Zwischenlösung zwischen TLF 16/25 und TLF 24/50 durch eine technische Richtlinie definiert wurde, teils vom Land beschafft oder zumindest bezuschusst wurde und dort noch vorkommt.

Auf dem Fahrzeugdach befanden sich ein Wasserwerfer und eine zweiteilige Steckleiter. Seine Besatzung bestand aus einem Trupp. Das Fahrzeug, welches speziell für die Bekämpfung von Waldbränden konzipiert war, war außerdem mit einer Schnellangriffseinrichtung und teilweise mit einer Schaumausrüstung ausgestattet. Um genügend Raum für den großen Tank (in aller Regel 4500 Liter oder mehr) zu bieten, verfügte das Fahrzeug nur über eine reduzierte Beladung zur Brandbekämpfung und zur Bewältigung sonstiger Einsätze in der Vegetation. Es war mit einem Allradantrieb ausgestattet und hatte eine zulässige Gesamtmasse von 12 Tonnen.

#### Tanklöschfahrzeug 20/40
Das Tanklöschfahrzeug 20/40 (kurz: TLF 20/40) war ein Großtanklöschfahrzeug und ersetzte das nicht mehr genormte Tanklöschfahrzeug 24/50. Inzwischen ist es in der Norm selbst durch das Tanklöschfahrzeug 4000 ausgetauscht worden.

Auf dem Fahrzeugdach befinden sich ein kombinierter Schaum-Wasser-Werfer und eine vierteilige Steckleiter. Seine Beladung ist insbesondere auf die Bekämpfung von Vegetationsbränden ausgelegt und umfasst unter anderem auch Feuerpatschen und Dunghacken. Ferner verfügt es über eine Motorsäge und Atemschutzgeräte. Zusätzlich kann es mit einer weitergehenden Beladung zur Löschschaumerzeugung und/oder einer Schnellangriffseinrichtung ausgestattet werden. Dieses Fahrzeug ist grundsätzlich mit Allradantrieb ausgestattet und hat eine zulässige Gesamtmasse von 14 Tonnen.

#### Tanklöschfahrzeug 20/40-Sonderlöschmittel
Das Tanklöschfahrzeug 20/40-Sonderlöschmittel (kurz: TLF 20/40-SL) war ein Großtanklöschfahrzeug und ersetzte das nicht mehr genormte Tanklöschfahrzeug 24/50 sowie sonstige nicht genormte Großtanklöschfahrzeuge. Inzwischen ist es in der Norm selbst durch das Tanklöschfahrzeug 4000 ersetzt worden.

Es besitzt über 12 kg Löschpulver und 10 kg Kohlenstoffdioxid. Der Löschwasservorrat umfasst 4000 Liter, die Pumpenleistung liegt bei 2000 Liter pro Minute. Zusätzlich besitzt das Fahrzeug einen Schaummitteltank von 500 Litern. Auf dem Dach des Fahrzeuges ist ein Schaum-Wasser-Werfer montiert. Gegenüber dem TLF 20/40 hat es zudem eine weitergehende Beladung zur Löschschaumerzeugung, die es auch ermöglicht, Einsatzstellen bei Brandgefahr durch ausgelaufenen Kraftstoff schnell einzuschäumen. Das Fahrzeug ist für die alltäglichen Brandbekämpfungsaufgaben von Feuerwehren ausgelegt und kann auch überörtlich zur Unterstützung bei Einsätzen auf Autobahnen oder bei Waldbränden zum Einsatz kommen. Es verfügt deshalb nicht zwingend über einen Allradantrieb, wenngleich dieser empfohlen wird. Seine charakteristische Gesamtmasse beträgt 16,5 Tonnen, seine zulässige Gesamtmasse jedoch 18 Tonnen, sodass der Benutzer genug Gewichtsreserve für eigene Anpassungen und eine zusätzliche Ausrüstung (wie zum Beispiel Pulverlöschanlage o. ä.) hat.

#### Tanklöschfahrzeug 24/50
Das Tanklöschfahrzeug 24/50 (kurz: TLF 24/50), mancherorts korrekter als Tanklöschfahrzeug 24/48 (kurz: TLF 24/48) bezeichnet, war das größte bisher genormte Großtanklöschfahrzeug. Es wurde 2005 in der Normung durch das TLF 20/40-SL ersetzt. Nach dem TLF 16/25 war es das am weitesten verbreitete Tanklöschfahrzeug. Es verfügte über einen auf dem Dach befindlichen Schaum-Wasser-Werfer mit einer Reichweite von 60 Metern. Im hinteren Bereich des Fahrzeugs war zudem eine Schnellangriffseinrichtung mit einem 30 oder 50 Meter langen Schlauch untergebracht. Seine Beladung mit geringem Umfang war vor allem auf die Unterstützung anderer Fahrzeuge und auf das Erzeugen größerer Mengen von Löschschaum ausgelegt. Zusätzlich konnte das Fahrzeug mit Motorsäge und Trennschleifer ausgerüstet werden.

Aufgrund seiner Leistungsstärke war dieses Fahrzeug nicht nur bei größeren Freiwilligen Feuerwehren sehr beliebt, sondern auch im Fuhrpark nahezu jeder Berufs- und vieler Werkfeuerwehren enthalten. Es war mit einem Allradantrieb ausgestattet und hatte eine zulässige Gesamtmasse von 17 Tonnen. Eine frühere Normausgabe, die von 1978 bis 1989 Gültigkeit hatte, war die zulässige Gesamtmasse auf 16 Tonnen begrenzt und der Wassertank auf 5000 Liter festgesetzt.

#### Trockentanklöschfahrzeug 16
Das Trockentanklöschfahrzeug 16 (kurz: TroTLF 16) war, neben dem Trockenlöschfahrzeug 750, das einzige jemals genormte Sonderlöschmittelfahrzeug für Feuerwehren in Deutschland. Es war 20 Jahre lang von 1971 bis 1991 genormt und in vielen Werk- bzw. Betriebs- und Großstadtfeuerwehren anzutreffen. Heute wird es – sofern überhaupt noch existent – nur noch gelegentlich eingesetzt, vielerorts ist es durch ungenormte Fahrzeuge oder das TLF 4000 (mit entsprechender Zusatzbeladung Pulverlöschmittel) ersetzt worden. Wesentliches Merkmal dieses Fahrzeugs war ein 750 kg Löschpulver fassender Behälter, der an eine Pulverlöschanlage angeschlossen war. Mit dieser konnte das Löschpulver über zwei Schnellangriffsschläuche mit Pulverpistolen abgegeben werden. Das zuletzt bis zu 12 Tonnen schwere Fahrzeug hatte eine Besatzung in Staffelstärke (6 Einsatzkräfte) und war ausschließlich auf die Brandbekämpfung ausgerichtet.

Das Konzept zu einem solchen Fahrzeug wurde Anfang der 1960er Jahre in München entwickelt, als man die Notwendigkeit erkannte, verschiedene Löschmittel an einer Einsatzstelle bereitstellen zu können. Die frühere Alternativbezeichnungen für diesen Fahrzeugtyp lauteten Trocken-Wasser-Löschfahrzeug (TroWa bzw. TROWA, was ein Warenzeichen von Magirus ist) oder Trockenpulver-Tanklöschfahrzeug. Nachdem herkömmliche Löschfahrzeuge heute in der Regel mit verschiedenen Löschmitteln ausgerüstet sind, konnte die Norm 1991 im Zuge der damaligen Normvereinfachung zurückgenommen werden.

## Tanklöschfahrzeuge in Österreich
In Österreich werden als Tanklöschfahrzeuge Fahrzeuge mit einem Wassertank zwischen 500 und 4.000 Litern bezeichnet, wenn sie nicht aufgrund ihrer zusätzlichen Ausrüstung in die Gruppe der Rüstlöschfahrzeuge fallen. Ab 4.000 Litern spricht man von einem Großtanklöschfahrzeug (GTLF), diese werden aber häufig auch als Universallöschfahrzeuge ausgeführt. Tanklöschfahrzeuge werden mit einer Mannschaft von 1:6 (Tanklöschgruppe) oder 1:8 (Löschgruppe) besetzt. Tanklöschfahrzeuge mit Truppbesatzung (1:2) hingegen werden heute praktisch nicht mehr gebaut. Bei Feuerwehren mit großen Industrieanlagen im Einsatzbereich sowie auch bei der Berufsfeuerwehr Wien finden sich Universallöschfahrzeuge (ULF). Sie verfügen über die Löschmittel Wasser, Schaum und Pulver. Seltener sind größere Ausführungen mit über 4.000 Liter Wasser.
Die taktische Bezeichnung entspricht dem Tankvolumen, indem man von einem TLF 1000 oder einem TLF 2000 spricht. TLFA 2000/200 wäre ein Beispiel für die taktische Bezeichnung eines Tanklöschfahrzeuges mit Allradantrieb und 2.000 l Wasser- sowie 200 l Schaummitteltank. Ein ULFA 2000/200/150 verfügt zusätzlich über 150 kg Pulver.
Der Zusatz TS (z. B. TLF 500 TS) bedeutet, dass im Fahrzeug anstatt der Einbaupumpe eine Tragkraftspritze vorhanden ist.
Mit einer zusätzlichen technischen Ausrüstung wird ein Tanklöschfahrzeug zu einem Rüstlöschfahrzeug (RLF, Besatzung 1:8), wobei die Brandschutzausrüstung nur geringfügig reduziert ist – die Standardausführung des RLFA 2000 wird auf Fahrgestellen aufgebaut, welche auch für einen 4.000 Liter-Wassertank Platz bieten würden. Dieser Freiraum von 2 m³ zwischen den Geräteräumen 1 und 2 (unmittelbar hinter der Mannschaftskabine) wird für die zusätzliche technische Ausrüstung genützt. RLFA 2000 sind in ganz Österreich aufgrund von großen Beschaffungsaktionen sehr verbreitet und haben in vielen Feuerwehren oft ein TLF sowie ein (Klein-)Rüstfahrzeug abgelöst und somit zu einer Verkleinerung des Fuhrparks beigetragen. Vielfach statten Feuerwehren neue Tanklöschfahrzeuge aufgrund einerseits der durch moderne Aufbautechnologien vorhandenen Platz- und Gewichtsreserven andererseits durch verschiedene Subventionsbestimmungen zusätzlich mit technischem Gerät, inklusive Rahmenseilwinde und hydraulischem Rettungsgerät aus und erhalten somit versteckte Rüstlöschfahrzeuge, welche dann für beide Einsatzarten geeignet sind.

## Philatelistisches
Mit dem Erstausgabetag 6. August 2020 gab die Deutsche Post AG ein Sonderpostwertzeichen im Nennwert von 155 und 55 Cent in der Serie Für die Jugend als Zuschlagmarke heraus. Die Marke zeigt ein Fahrzeug vom Typ TLF 16 W50. Der Entwurf stammt vom Grafiker Thomas Meyer aus Berlin.